# Diedrik Johan von Löwenstern
Diedrik Johan von Löwenstern, född 1667 i Livland, död 16 juni 1740 i Stockholm, var en svensk friherre och militär.
Diedrik Johan von Löwenstern var son till kaptenen i svensk tjänst Martin von Löwenstern och Cornelia von Meijer. Han blev volontär vid Taubes bataljon 1684, förare där 1685, fältväbel 1686 och fänrik vid Campenhausens regemente 1688. von Löwenstern blev löjtnant i hannoveransk tjänst 1691, erhöll avsked därifrån 1693, blev kapten vid ett kompani dragoner i kejserlig tjänst 1695 och major vid ett kurpfalziskt kavalleriregemente 1700. Han blev överstelöjtnant vid generalmajor Hatzfelds regemente i kejserlig tjänst 1706 och erhöll avsked därifrån 1711. Han blev 1712 överste för ett dragonregemente i Bremen, men regementet hann aldrig sättas upp på grund av det danska infallet i Bremen. Han blev fången vid kapitulationen i Tönningen 1713 men återkom till Sverige samma år. År 1714 blev von Löwenstern sekundöverste vid Västgöta kavalleriregemente, 1717 generalmajor och var 1717–1720 chef för Västgöta tre- och femmänningskavalleriregemente. År 1720 upphöjdes han till friherre. von Löwenstern utnämndes 1727 till chef för Bohusläns regemente, men avböjde att tillträda tjänsten. År 1737 blev han generallöjtnant och var 1737–1740 chef för Västgöta kavalleriregemente.